# Jaime Pasqualini
Jaime Pasqualini (Rio do Sul, 14 de agosto de 1958) é um advogado e político brasileiro.
Filho de Walmor Pasqualini e de Laura Pasqualini. Casou com Daiane Borges dos Santos.
Em 2006 disputou uma das vagas de deputado estadual à Assembleia Legislativa de Santa Catarina pelo Partido Progressista (PP), obtendo 11.601, ficando como sétimo suplente, e foi convocado e tomou posse na 16ª Legislatura (2007-2011), por sessenta dias no ano de 2008.